# Calciphilopteris papuana
Calciphilopteris papuana là một loài thực vật có mạch trong họ Pteridaceae. Loài này được (Copel.) Yesilyurt & H. Schneid. mô tả khoa học đầu tiên năm 2010.